# Дело Гуффэ

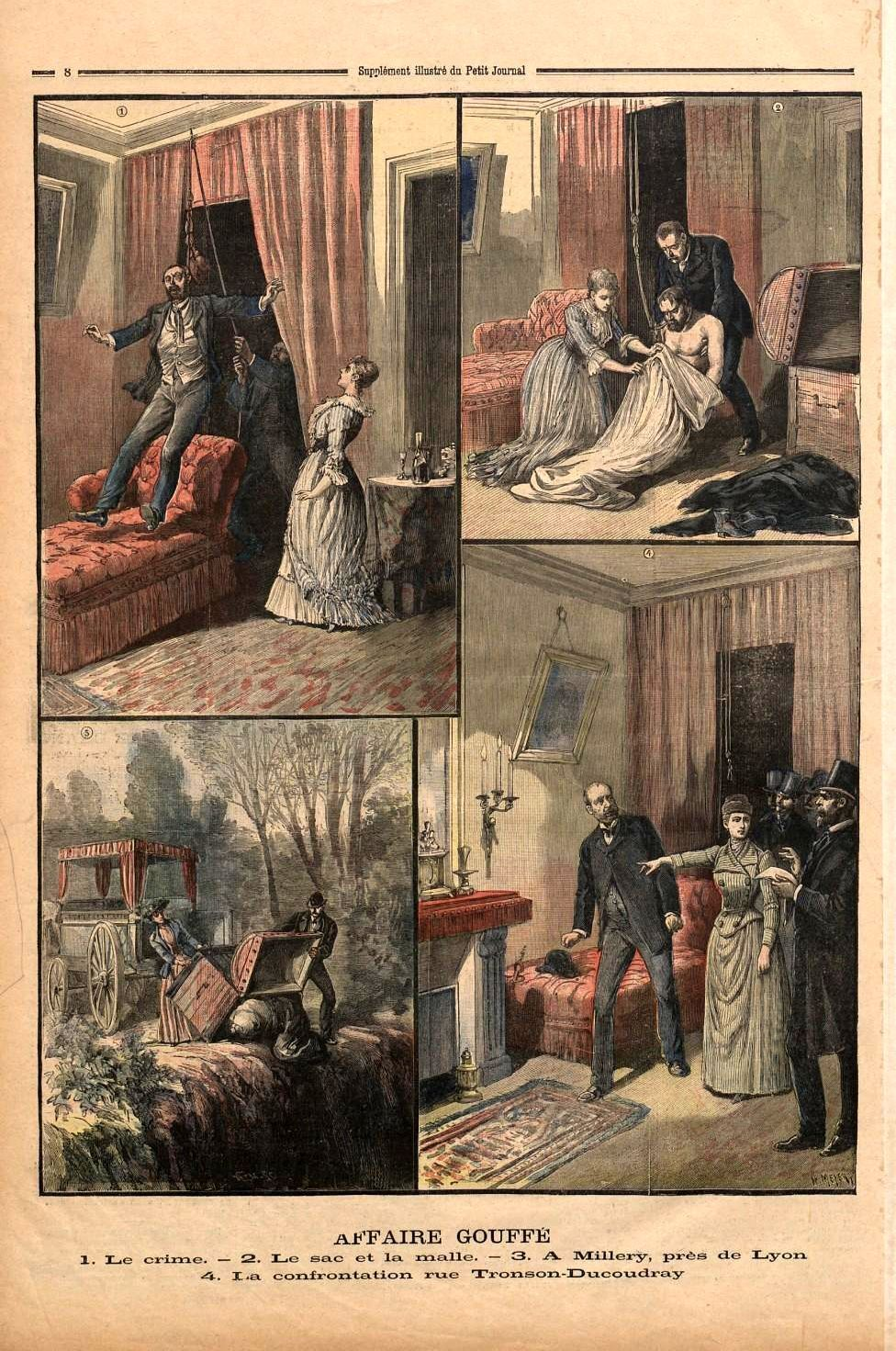
Иллюстрации в журнале Le Petit Parisien, 20 декабря 1890

Дело Гуффэ́ (фр. affaire Gouffé) — уголовный процесс, проходивший во Франции в 1889—1890 гг. Стал этапным для развития судебной медицины и криминалистики. Его популярность у широкой публики на время затмила даже Всемирную выставку 1889 г.

## Начало расследования
27 июля 1889 г. парижская полиция получила извещение об исчезновении судебного исполнителя Огюста Гуффэ (фр. Toussaint-Auguste Gouffé). В последний раз его видели вечером 26 июля, он не появился у себя дома на улице Ружмон (Rougemont) или в конторе на Монмартре. Гуффэ был 49-летним вдовцом, проживал один с тремя дочерьми и считался хорошим чиновником, имел солидные доходы, хотя и слыл ловеласом.
Расследование показало, что ночью 26 июля 1889 г. консьерж в конторе Гуффэ слышал, как кто-то поднимается по лестнице, но не придал этому значения. Потом консьерж понял, что это не Гуффэ, но уходящий мужчина не дал рассмотреть своего лица. В конторе всё было в порядке, сейф, в котором лежали 14 тыс. франков, остался нетронутым, но на полу лежали 10 сгоревших спичек. Дальнейшие поиски ни к чему не привели.

## Находка в Мильери
15 августа 1889 г. в придорожных кустах близ деревни Мильери (10 миль от Лиона) кучеры, привлечённые «ужасным зловонием», обнаружили разложившийся труп, завёрнутый в мешок. Парижский судебный следователь Горон, занимавшийся этим делом, интуитивно полагал, что это труп Гуффэ, но зять Гуффэ, командированный полицией в Лион, не смог опознать тела. 17 августа в Мильери дети обнаружили разбитый сундук и обломки замка, однако почтовая этикетка была повреждена, сохранилась дата «27 июля 188…». Проверка квитанций на железной дороге подтвердила, что именно 27 июля 1889 г. сундук весом 105 кг был отправлен из Парижа в Лион.
Осмотр трупа полицейским медиком показал, что он сильно разложился и не может быть опознан как останки Гуффэ. Сохранившиеся волосы были чёрного цвета, в то время как Гуффэ был шатеном. Труп был погребён как неопознанный на общественном кладбище. Горон не стал закрывать дела, а, промыв волосы в дистиллированной воде, показал, что они были каштановыми. Он смог добиться эксгумации.

## Эксгумация
Эксгумация проходила в Лионе в ноябре. Исследование останков было поручено опытному судебному медику Александру Лакассаню. Городской морг располагался на барже, патологоанатомы работали даже без резиновых перчаток, голыми руками. Лакассань мог работать только с костными останками и определил, что параметры тела соответствуют данным, имеющимся в военном архиве (Гуффэ проходил военную службу). Они совпадали с мерками, предоставленными портным Гуффэ. Кроме того, правая нога трупа носила следы патологических изменений. Гуффэ однажды упал с лошади, повредив ногу, у него была водянка коленного сустава, причинявшая сильные боли, но он отказывался лечиться. Это подтвердил и его хирург. Хрящи гортани были сильно повреждены, из чего следовало, что покойник был задушен. Лакассань сделал категорический вывод: труп из Мильери принадлежал судебному исполнителю Гуффэ. Газеты подняли вокруг дела большой шум.

## Дальнейшее расследование
По возвращении в Париж Горон, который по-прежнему не имел зацепок для дальнейшего расследования, узнал, что одновременно с Гуффэ исчез некий Мишель Эйро (Michel Eyraud). Выяснилось, что 46-летний Эйро был известным авантюристом, занимавшийся банкротством фирм, его любовницей была двадцатилетняя проститутка Габриэль Бомпар (Gabrielle Bompard), в чьём обществе видели Гуффэ.
Одновременно Горон занимался сундуком, в котором тело Гуффэ было доставлено в Лион. После реставрации сундук был выставлен на обозрение в Парижском морге, и была объявлена премия в 500 франков для опознавшего сундук. Удалось выяснить, что сундук был произведён в Лондоне, в декабре Горон отправился в Великобританию. Там же он получил письмо, из которого следовало, что сундук приобрёл 12 июля мужчина, похожий по описанию на Мишеля Эйро. Сундук увезла во Францию 14 июля Габриэль Бомпар, опознанная хозяйкой магазина. Горон был уверен, что убийцами являются эти двое, но расследование вновь застопорилось.
21 января 1890 г. Горон получил письмо из Нью-Йорка, подписанное М. Эйро. Оно содержало невероятное количество орфографических и грамматических ошибок, и было признано подлинным. Эйро категорически утверждал, что не убивал Гуффэ, и всю вину возлагал на Бомпар. В США были сразу же отправлены два полицейских агента, проследить за действиями Эйро в Новом Свете.
22 января 1890 г. в полицейское управление явилась Габриэль Бомпар. Она заявила, что Гуффэ был убит Эйро в съёмной квартире на улице Тронсон-Дюкудрэ (Tronson-Ducoudray), но сама она при этом не присутствовала. Потом они бежали в США, где Эйро, якобы, замыслил убийство бизнесмена с целью ограбления, а Бомпар должна была его соблазнить. Не желая стать соучастницей, она покинула Эйро и вернулась во Францию. Бомпар была арестована прямо в здании полицейского управления.
Эйро тем временем бежал из США в Мексику, откуда отправил ряд открытых писем в газету L’Intransigeant, освещающую ход расследования. В мае 1890 г. Мишель Эйро был арестован в Гаване, прямо на выходе из публичного дома. Портреты Эйро к тому времени были разосланы по всем газетам мира, и его опознали члены французской диаспоры.
20 июня 1890 г. Эйро был доставлен во Францию и 1 июля предстал перед следственным судьёй.

## Картина преступления
После ареста Бомпар и Эйро вскрылся ряд фактов, касающихся Габриэль Бомпар. Она была четвёртой дочерью мелочного торговца из Лилля, и в 13 лет осталась сиротой, стала продавать своё тело, её изгнали из четырёх учебных заведений. Адвокаты утверждали, что Бомпар была чрезвычайно внушаемой особой. Бомпар должна была соблазнить Гуффэ, а Эйро собирался шантажировать его и заставить выдать деньги. Однако Гуффэ оказал сопротивление и Эйро задушил его. После этого Бомпар провела ночь наедине с трупом, в то время как Эйро пытался вскрыть сейф в конторе Гуффэ, но ему этого не удалось.
Мишель Эйро ещё в 1869 г. дезертировал из французского экспедиционного корпуса в Мексике и с того дня нигде никогда не работал, добывая средства разного рода махинациями. Эйро, встретив Бомпар, решился сделать её своей ассистенткой в будущем деле, связанным с убийством. Для этого они поехали в Лондон, приобретя шёлковый шнур и сундук. Убийство именно Гуффэ было спонтанным, ибо 24 июня 1889 г. Эйро случайно узнал, что тот получил большую сумму денег. После убийства Эйро и Бомпар ограбили покойника, забрав перстень и 150 франков из бумажника. Публику шокировал тот факт, что Эйро овладел Бомпар сразу после убийства, в шаге от покойника. После этого труп Гуффэ был положен в мешок и помещён в сундук, приобретённый заранее для этой цели, после чего почтой был отправлен в Лион. 28 июля Эйро избавился от трупа в Мильери, обувь и одежду Гуффэ Эйро утопил в море в Марселе. 19 августа 1889 г. Эйро и Бомпар отплыли в США.
Эйро и Бомпар всячески пытались очернить друг друга. Во время следственного эксперимента было доказано, что именно Эйро задушил Гуффэ. Сначала он пытался применить сложную систему: в алькове Бомпар был установлен блок, а Габриэль должна была накинуть шнур на шею Гуффэ, но план провалился.

## Процесс Эйро — Бомпар
Слушание по делу Гуффэ было назначено на 16 декабря 1890 г. Процесс широко освещался прессой, так, заранее был опубликован список жюри присяжных. Билеты для публики стали предметом спекуляций, а некие предприниматели арендовали комнату, в которой было совершено убийство, за осмотр которой взималась плата. Суд не внёс ничего нового в картину преступления: Эйро и Бомпар по-прежнему возлагали всю вину друг на друга. Габриэль Бомпар стала национальной героиней, и общество было настроено на её оправдание. Главным аргументом адвокатов по-прежнему оставалась внушаемость Бомпар: якобы, она совершала все действия в гипнотическом трансе. Однако проведённый в зале суда эксперимент провалился.
Слушания продолжались четыре дня. Мишель Эйро был приговорён к смертной казни путём гильотинирования, Габриэль Бомпар получила 20 лет каторжных работ. Кассационный суд отклонил апелляцию. 3 января 1891 г. Эйро был казнён. Габриэль Бомпар вышла на свободу в 1903 г. и попыталась играть на сцене мюзик-холла саму себя, но безуспешно. Она скончалась в 1920 г.

## Примечательный факт
- Если верить легенде, всё расследование дела Гуффэ было с большой точностью предсказано «сомнамбулой» — некой мадам Афингер, к которой обратились родственники пропавшего Гуффэ.[2]

## Галерея

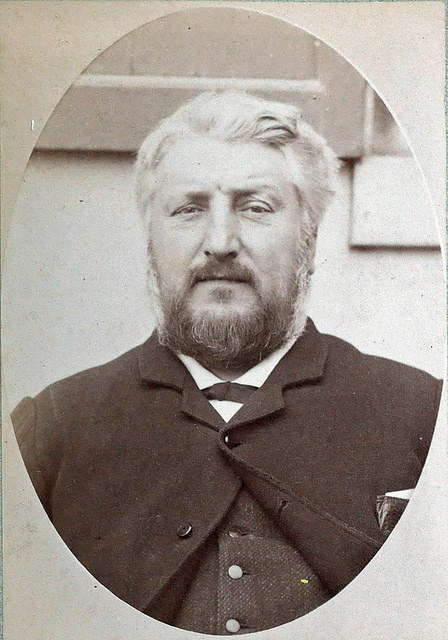
Жертва - судебный исполнитель Огюст Гуффэ (49)
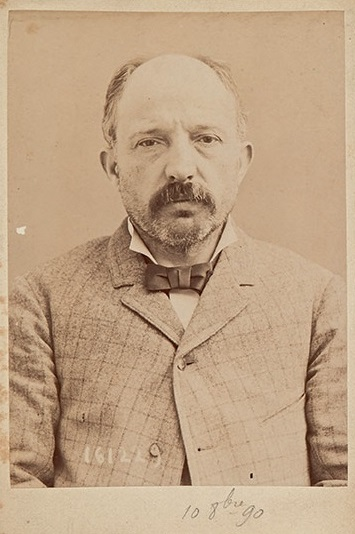
Убийца - Мишель Эйро (47)
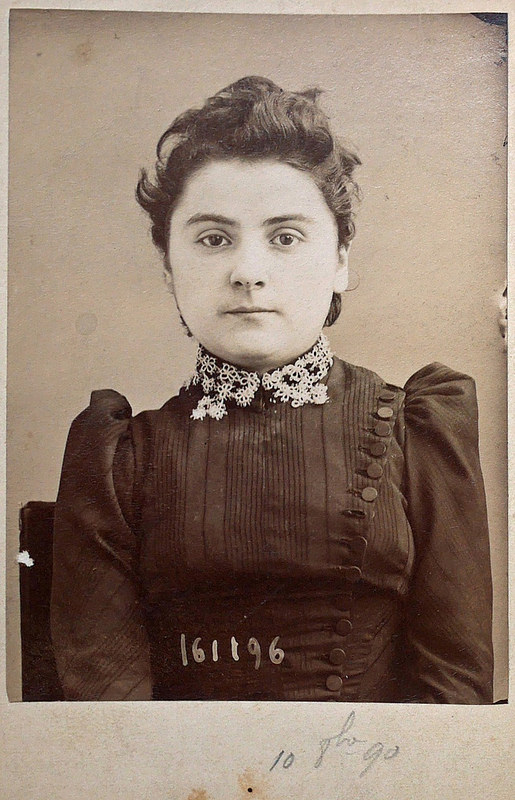
Убийца - Габриэль Бомпар (22)
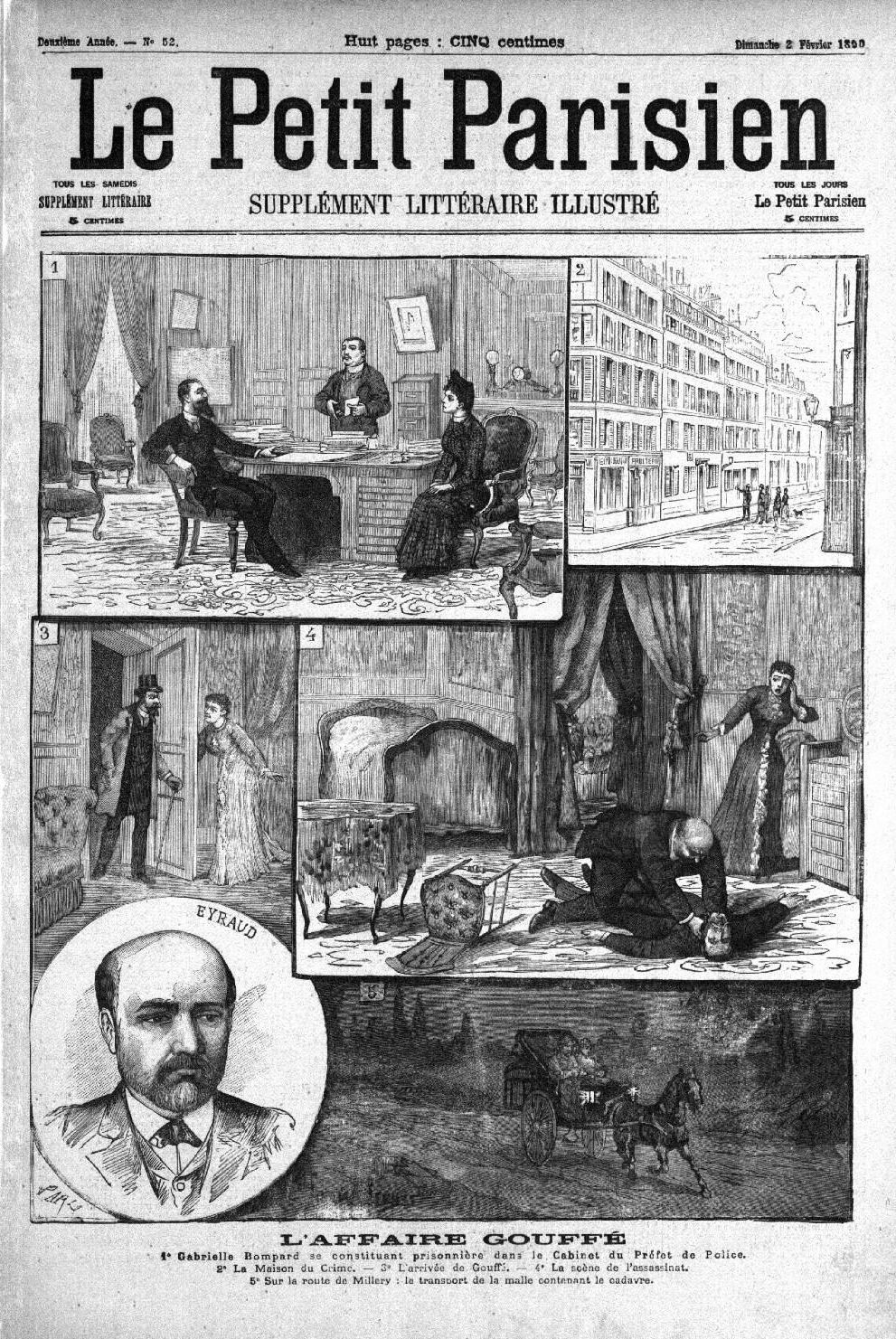
Реконструкция убийства (журнал Le Petit Parisien)
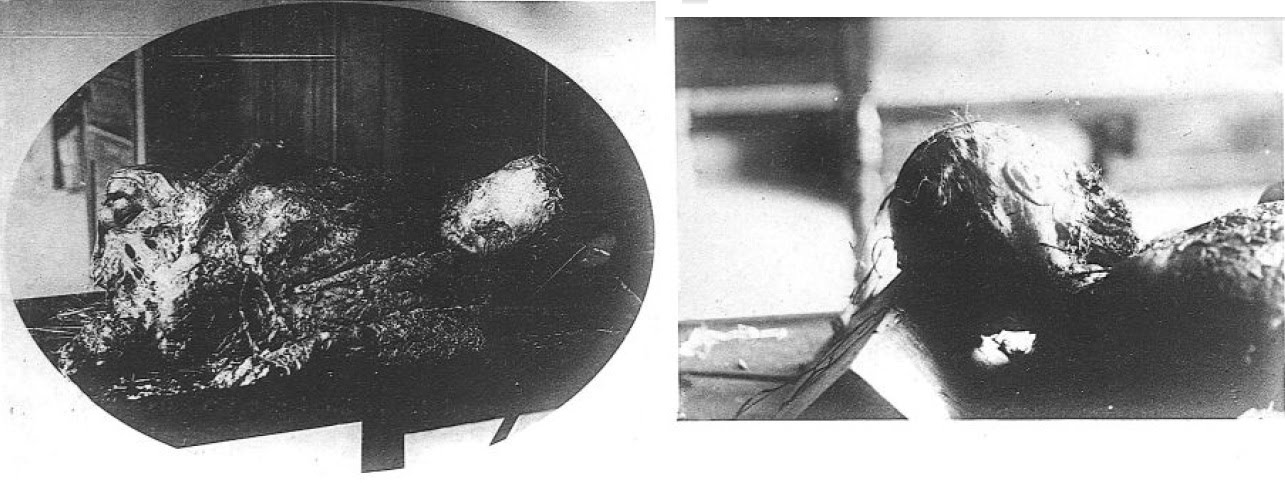
Труп Гуффэ на обследовании